# Calliprason marginatum
Calliprason marginatum är en skalbaggsart som beskrevs av White 1846. Calliprason marginatum ingår i släktet Calliprason och familjen långhorningar. Inga underarter finns listade.